# 퐁의 길
《퐁의 길》(일본어: ぽんのみち 폰노미치[*])은 OLM이 제작한 일본의 텔레비전 애니메이션이다. 2024년 1월부터 3월까지 마이니치 방송·TBS 텔레비전 "아니메이즘" B1계 등에서 방송되었다.
히로시마현 오노미치시의 마작장을 놀이터로 하는 여고생들의 일상을 그린다.
캐릭터 원안은 《5등분의 신부》로 알려져 있는 하루바 네기가 담당했다.

## 줄거리
짓펜샤 나시코는 집에서 쫓겨난 오노미치시 출신의 고등학생이다. 친구들과 어울릴 곳이 없던 그녀는 곧 아버지가 예전에 소유했던 빈 마작방을 남겨두고 떠났다는 사실을 알게 된다. 그래서 나시코는 응접실을 청소하고 그곳을 개인적인 모임 장소로 바꾼다.

## 등장인물
짓펜샤 나시코(十返舎 なしこ)
성우 - 마에다 카오리
주인공인 소녀. 원래 가고 싶은 라이브에 갈 수 없게 되어 인터넷 시청에 머물러 있었다. 그러나 그 소란 때문에 화난 어머니에게 집에서 쫓겨나 '더 이상 소란을 피우면 용돈 없음'이라며 못을 박아 버린다. 자신이 자유롭게 할 수 있는 곳을 읽고 헤매고 있던 중에 아버지로부터 치우는 조건으로 마작장을 대기실로 하는 것을 허가받는다. 마작은 초보자이면서 '최저한의 룰은 알아 두는 것이 좋다'는 이즈미의 말을 듣고 마작의 세계로 발을 디딘다.
카와히가시 파이(河東 ぱい)
성우 - 사에키 이오리
나시코의 친구. 치유계의 푹신푹신한 여자. 마작은 한 가지 규칙을 알고 있다.
토쿠토미 이즈미(徳富 泉)
성우 - 와카야마 시온
나시코의 친구. 친척의 모임에서 마작은 몇 번이나 대전했기 때문에, 3명 중에서는 가장 마작에 자세하다.
하야시 리체(林リーチェ)
성우 - 콘도 유이
나시코의 아버지가 경영하고 있었을 무렵의 마작장의 손님. 분위기나 말하는 방법으로부터 알 정도의 아가씨.
에미 하네루(江見 跳)
성우 - 야마무라 히비쿠
쵼보(チョンボ)
성우 - 오오츠카 아키오
나시코의 아버지가 경영하고 있었을 무렵부터 마작장에 살고 있는 마작의 정령. 원래 이름이 없었지만 이즈미의 독단으로 일방적으로 '쵼보'로 지어진다.

## 스태프
- 원작 - IIS-P
- 감독·각본 - 미나미카와 타츠마
- 캐릭터 원안 - 하루바 네기
- 캐릭터 디자인 - 오오타 켄지
- 메인 애니메이터 - 호타츠 메구미
- 미술 감독 - 스콧 맥도날드
- 색채 설계 - 카도노 에미
- 촬영 감독 - 아마타 마사시
- 편집 - 키무라 요시아키
- 음향 감독 - 타카하시 츠요시
- 음향 제작 - 비트그루브 프로모션
- 음악 - 타카하시 유코, 소기 타쿠마, hisakuni, 오오하시 리코, 에구치 칸지, 샤리
- 음악 제작 - SUPA LOVE
- 프로듀서 -타테이시 켄스케, 마츠모토 타쿠야, 카메이 히로시, 마나베 요시아키, 미타 토모코, 마츠바라 켄, 모리시타 카츠지, 사키자키 마사시, 키나시 미스즈, 마에다 요시키, 후쿠이 노리오
- 애니메이션 프로듀서 - 이노우에 타카시
- 애니메이션 제작 - OLM TEAM INOUE
- 제작위원회 - 코단샤, DMM.com, 마이니치 방송, 굿 스마일 컴퍼니, 미리카 뮤직, SUPA LOVE, OLM, SANKYO, YOSTAR, 아쿠아 아리스, 비트 그루브 프로모션

## 주제가
퐁포포퐁(ポンポポポン)
나카다 카나 feat. 퐁의 길 올스타즈에 의한 오프닝 테마. / 작사 - 이케쿠보 코이치 / 작곡·편곡 - 토비나이 마사히
Good Luck Waker
halca에 의한 엔딩 테마. / 작사 - 미야지마 준코 / 작곡·편곡 - 카와사키 토모야

## 방영 목록
| 화수   | 각본                                               | 그림 콘티         | 연출                            | 작화 감독 | 총작화 감독                                                   | 방송일         |
| ------ | -------------------------------------------------- | ----------------- | ------------------------------- | --- | ------------------------------------------------------------- | -------------- |
| 동1국  | 麻雀をやるしかなしこちゃん 마작을 할 수밖에 없잖나 | 미나미카와 타츠마 | 타카하시 유우                   | 오오타 켄지 요시다 미치코 | 오오타 켄지                                                   | 2024년 1월 6일 |
| 동2국  | 4人揃った 4명 모였다                               | 시미즈 사토시     | 타카하시 토모야                 | 카토 소 스기야마 나오키 | 오오타 켄지                                                   | 1월 13일       |
| 동3국  | ご飯を食べよう 밥을 먹자                           | 우시로 신지       | 후카자와 코지                   | 미요시 사토시 | 나가노 유키                                                   | 1월 20일       |
| 동4국  | ギガが減る! 데이터가 줄어든다!                     | 카와이시 테츠야   | 사도하라 타케유키               | 이카이 카즈유키 카와시마 아키코 코이케 토시야 시라이시 사토루 타카하시 노리코 요시다 미치코 카토 소 스기야마 나오키 호타츠 메구미 미요시 사토시 이가라시 유카                                     | 미시마 치에                                                   | 1월 27일       |
| 동5국  | 奴がきた! 녀석이 왔다!                             | 야마구치 켄타로   | 쿠사카베 유키                   | 마스이 잇페이 시미즈 케이조 杜林桂 한승희 가온누리 미요시 사토시 이가라시 유카 | 오오타 켄지                                                   | 2월 3일        |
| 동6국  | 合宿! 합숙!                                        | 타카하시 유우     | 타카하시 유우                   | 요시다 미치코 카토 소 | 나가노 유키                                                   | 2월 10일       |
| 동7국  | 8月1日(ぱいの日です) 8월 1일 (파이의 날입니다)     | 카와이시 테츠야   | 시라이시 미치타                 | 이카이 카즈유키 타카하시 노리코 시라이시 사토루 이가라시 슌스케 카네코 히데타카 카와시마 아키코 코이케 토시야 스기야마 나오키 미요시 사토시 이가라시 유카 토요타 마리 타카하시 유우 호타츠 메구미 | 오오타 켄지                                                   | 2월 17일       |
| 동8국  | あかりをつけましょう 불을 밝혀요                   | 우시로 신지       | 이토 후미오                     | 스기야마 나오키 요시다 미치코 박가연 조경주 서윤구 최수진 | 미시마 치에                                                   | 2월 24일       |
| 동9국  | れっつべっちゃー 레츠 벳챠!                        | 야마구치 켄타로   | 카쿠하라 유키 노시타니 미츠타카 | 마스이 잇페이 노가미 신야 나스노 후미 이가라시 유카 토요타 마리 스기야마 나오키 호타츠 메구미 | 나가노 유키 카토 소 쿠와바라 마이 사토 타카 오오하시 토시아키 | 3월 2일        |
| 동10국 | みんなのメニークリスマス! 모두의 메니 크리스마스!  | 타카하시 토모야   | 타카하시 토모야                 | 카토 소 토요타 마리 이가라시 유카 | 오오타 켄지                                                   | 3월 9일        |
| 동11국 | あけおめ! 새해 복 많이 복아!                       | 시미즈 사토시     | 타카하시 유우                   | 박가연 조경주 서윤구 최수진 | 미시마 치에                                                   | 3월 16일       |
| 동12국 | 雀卓の娘たち 작탁의 소녀들                         | 시미즈 사토시     | 미나미카와 타츠마               | 요시다 미치코 미요시 사토시 스기야마 나오키 | 오오타 켄지 카토 소                                           | 3월 23일       |

## BD
| 권 | 발매일          | 수록화         | 규격품번  |
| -- | --------------- | -------------- | --------- |
| 1  | 2024년 4월 24일 | 제1화 - 제6화  | DMPXA-363 |
| 2  | 2024년 5월 29일 | 제7화 - 제12화 | DMPXA-364 |

## 만화
우노하나 츠카사 작화의 코미컬라이즈가 《나카요시》(코단샤)에서 2023년 10월호부터 2024년 4월호까지 연재되었다.
'제작위원회가 단호 비인'한 공식 비공인 스핀오프 《퐁의 길 유국서입편》이 《주간 영 매거진》(코단샤) 2024년 6호에 단편이 게재되었다. '애니메이션과 아무것도 관계가 없는 마작 스토리'가 그려져, '타이틀도 캐릭터도 비슷하다'가 특별한 물건인 작품이다.
- IIS-P(원작), 하루바 네기(캐릭터 원안), 우노하나 츠카사(만화) 《퐁의 길》 코단샤 〈와이드 KC〉 2024년 1월 12일 발매[11] ISBN 978-4-06-534157-5